# آربر هوجا
آربر هوجا (آلبانیایی: Arbër Hoxha؛ زادهٔ ۶ اکتبر ۱۹۹۸) بازیکن فوتبال اهل آلبانی-کوزوو است.
از باشگاه‌هایی که در آن بازی کرده است می‌توان به باشگاه فوتبال دینامو زاگرب، باشگاه فوتبال لوکوموتیو زاگرب، و باشگاه فوتبال اسلاون بلوپو اشاره کرد.
وی همچنین در تیم‌های ملی فوتبال زیر ۲۱ سال کوزوو، کوزوو، و آلبانی بازی کرده است.